# Rasa de Vila-riquer
La Rasa de Vila-riquer és un torrent afluent per la dreta de la Riera de Navel.

## Municipis per on passa
Des del seu naixement, la Rasa de Vila-Riquer passa successivament pels següents termes municipals.
|                                             | Longitud (en m.) | % del recorregut |
| ------------------------------------------- | ---------------- | ---------------- |
| Per l'interior del municipi de Montclar     | 1.916            | 65,71%           |
| Fent de frontera entre Montmajor i Montclar | 1.000            | 34,29%           |

## Xarxa hidrogràfica
La xarxa hidrogràfica de la Rasa de Vila-riquer està integrada per 11 cursos fluvials que sumen una longitud total de 7.396 m.